# Hispana (recolector OAI)
Hispana es un directorio y recolector de recursos digitales y el punto de acceso común a los objetos digitales de las instituciones de la memoria españolas, fundamentalmente bibliotecas, museos y archivos, y cumple en relación con los repositorios digitales españoles funciones análogas a las de Europeana en relación con los repositorios europeos. Constituye, por tanto, un agregador de contenidos de las bases de datos de recursos digitales conformes a la Open Archives Initiative (Iniciativa de Archivos Abiertos) que promueve la Unión Europea.
Participan en Hispana todas las instituciones españolas que disponen de colecciones digitales conformes a dicha iniciativa. Tanto las distintas administraciones públicas como fundaciones y entidades sin ánimo de lucro son proveedoras de datos de Hispana. 
Hispana es heredera del Directorio y Recolector de Recursos Digitales. El objetivo de este Directorio y Recolector de Recursos Digitales era disponer de una herramienta que permitiera la coordinación de los proyectos de digitalización que se llevan a cabo en España para evitar repetir la digitalización de una misma obra. Se abrió al público en marzo de 2006 con 55 proyectos de digitalización, de los cuales 25 soportaban el protocolo OAI-PMH, y 116.014 objetos digitales. En 2009 se lanzó oficialmente con el nombre de Hispana contando ya con más de 1 millón de objetos digitales. 
Esta iniciativa se ajusta a la Recomendación de la Comisión Europea sobre digitalización y accesibilidad en línea del material cultural y la preservación digital de 24 de agosto de 2006, cuyo objetivo es contribuir a la acción coordinada de los Estados miembro en estos ámbitos. Entre las medidas recomendadas, pueden destacarse: reunir información sobre la digitalización en curso y prevista y recolección en la web de los recursos digitales, objetivos ambos de Hispana.
Hispana es uno de los resultados del Grupo de Trabajo de Colecciones Digitales del Consejo de Cooperación Bibliotecaria coordinado por la Dirección General del Libro, Archivos y Bibliotecas y en el que participan todas las comunidades autónomas. 
Es el primer servicio de este tipo desarrollado en España y permite el establecimiento de una estrategia común de las distintas administraciones así como de entidades privadas y el Ministerio de Cultura para la participación en Europeana y en las distintas iniciativas del VII Plan Marco, mediante la aplicación de las conclusiones del Consejo de Europa sobre la digitalización, la accesibilidad en línea del material cultural y la conservación digital, publicadas en el Diario Oficial de la Unión Europea del 7 de diciembre de 2006, y los puntos en los que se detalla la iniciativa y, muy en particular, el punto 6 en el que se invita a los Estados miembros a que refuercen las estrategias y los objetivos nacionales para la digitalización y la conservación digital, contribuyan a Europeana, punto común multilingüe de acceso al patrimonio cultural europeo, mejoren las condiciones marco para la digitalización y la accesibilidad en línea, refuercen la coordinación dentro de los Estados miembros y contribuyan a una visión global efectiva de los progresos a nivel europeo.
Hispana está compuesta por cuatro aplicaciones: un directorio de proyectos e iniciativas de digitalización existentes en España, un recolector OAI-PMH de recursos digitales que permite la consulta conjunta de los registros procedentes de estos proyectos y que da acceso al propio documento digitalizado; un repositorio OAI-PMH y un servidor Search/Retrieve via URL (SRU).
El 29 de agosto de 2014 Hispana superó los 5 millones de objetos digitales (5.024.396) procedentes de 207 repositorios OAI-PMH. Hispana ha estado presente en Europeana desde su inicio; por el volumen de su aportación ha figurado siempre entre los primeros cinco proveedores de datos a la biblioteca digital europea y es también por su volumen el primer agregador nacional europeo.